# Amarsi un po'
Amarsi un po' es una película italiana de 1984 dirigida por Carlo Vanzina y protagonizada por Claudio Amendola, Tahnee Welch y Virna Lisi.

## Sinopsis
Cristiana es una joven y hermosa princesa en Roma, aburrida de su vida y de sus padres tradicionales. Marco es un joven electricista. Los dos se conocen debido a un accidente automovilístico menor; se quieren y deciden estar juntos a pesar de las diferencias de clase. Pronto nace un gran amor, pero a la larga prevalecen los malentendidos debido al diferente trasfondo social.

## Reparto
- Claudio Amendola: Marco Coccia
- Tahnee Welch: Cristiana Cellini
- Virna Lisi: Marisa Cellini
- Giacomo Rosselli: Ugo Cellini
- Mario Brega: Augusto Coccia
- Rossana Di Lorenzo: Maria Coccia
- Paolo Baroni: Ludovico Brunelli